# Wereldkampioenschap superbike van Silverstone 2011
Het wereldkampioenschap superbike van Silverstone 2011 was de negende ronde van het wereldkampioenschap superbike en de achtste ronde van het wereldkampioenschap Supersport 2011. De races werden verreden op 31 juli 2011 op Silverstone nabij Silverstone, Verenigd Koninkrijk.

## Superbike

### Race 1
| Pos | Nr  | Rijder           | Constructeur | Rondes | Tijd         | Grid | Punten |
| --- | --- | ---------------- | ------------ | ------ | ------------ | ---- | ------ |
| 1   | 7   | Carlos Checa     | Ducati       | 18     | 38:06.477    | 4    | 25     |
| 2   | 58  | Eugene Laverty   | Yamaha       | 18     | +3.304       | 2    | 20     |
| 3   | 33  | Marco Melandri   | Yamaha       | 18     | +4.782       | 6    | 16     |
| 4   | 91  | Leon Haslam      | BMW          | 18     | +7.116       | 9    | 13     |
| 5   | 211 | John Hopkins     | Suzuki       | 18     | +11.057      | 1    | 11     |
| 6   | 50  | Sylvain Guintoli | Ducati       | 18     | +21.899      | 5    | 10     |
| 7   | 17  | Joan Lascorz     | Kawasaki     | 18     | +22.308      | 18   | 9      |
| 8   | 121 | Maxime Berger    | Ducati       | 18     | +22.734      | 15   | 8      |
| 9   | 11  | Troy Corser      | BMW          | 18     | +25.491      | 16   | 7      |
| 10  | 86  | Ayrton Badovini  | BMW          | 18     | +25.725      | 10   | 6      |
| 11  | 1   | Max Biaggi       | Aprilia      | 18     | +25.844      | 11   | 5      |
| 12  | 52  | James Toseland   | BMW          | 18     | +45.578      | 14   | 4      |
| 13  | 44  | Roberto Rolfo    | Kawasaki     | 18     | +51.650      | 19   | 3      |
| 14  | 10  | Jon Kirkham      | Suzuki       | 18     | +57.310      | 21   | 2      |
| 15  | 2   | Leon Camier      | Aprilia      | 18     | +1:36.457    | 3    | 1      |
| DNF | 32  | Fabrizio Lai     | Honda        | 12     | Ongeluk      | 20   |        |
| DNF | 8   | Mark Aitchison   | Kawasaki     | 10     | Ongeluk      | 12   |        |
| DNF | 41  | Noriyuki Haga    | Aprilia      | 9      | Ongeluk      | 8    |        |
| DNF | 96  | Jakub Smrž       | Ducati       | 6      | Uitgevallen  | 13   |        |
| DNF | 22  | Alex Lowes       | Honda        | 5      | Ongeluk      | 17   |        |
| DNF | 84  | Michel Fabrizio  | Suzuki       | 0      | Ongeluk      | 7    |        |
| DNS | 66  | Tom Sykes        | Kawasaki     | 0      | Niet gestart |      |        |

### Race 2
| Pos | Nr  | Rijder           | Constructeur | Rondes | Tijd         | Grid | Punten |
| --- | --- | ---------------- | ------------ | ------ | ------------ | ---- | ------ |
| 1   | 7   | Carlos Checa     | Ducati       | 18     | 38:03.361    | 4    | 25     |
| 2   | 58  | Eugene Laverty   | Yamaha       | 18     | +2.274       | 2    | 20     |
| 3   | 33  | Marco Melandri   | Yamaha       | 18     | +3.675       | 6    | 16     |
| 4   | 1   | Max Biaggi       | Aprilia      | 18     | +3.960       | 11   | 13     |
| 5   | 2   | Leon Camier      | Aprilia      | 18     | +4.405       | 3    | 11     |
| 6   | 50  | Sylvain Guintoli | Ducati       | 18     | +10.958      | 5    | 10     |
| 7   | 211 | John Hopkins     | Suzuki       | 18     | +11.387      | 1    | 9      |
| 8   | 91  | Leon Haslam      | BMW          | 18     | +11.496      | 9    | 8      |
| 9   | 84  | Michel Fabrizio  | Suzuki       | 18     | +12.247      | 7    | 7      |
| 10  | 86  | Ayrton Badovini  | BMW          | 18     | +19.705      | 10   | 6      |
| 11  | 96  | Jakub Smrž       | Ducati       | 18     | +19.753      | 13   | 5      |
| 12  | 121 | Maxime Berger    | Ducati       | 18     | +21.582      | 15   | 4      |
| 13  | 52  | James Toseland   | BMW          | 18     | +27.235      | 14   | 3      |
| 14  | 8   | Mark Aitchison   | Kawasaki     | 18     | +30.702      | 12   | 2      |
| 15  | 10  | Jon Kirkham      | Suzuki       | 18     | +42.579      | 21   | 1      |
| 16  | 32  | Fabrizio Lai     | Honda        | 18     | +43.420      | 20   |        |
| DNF | 44  | Roberto Rolfo    | Kawasaki     | 16     | Uitgevallen  | 19   |        |
| DNF | 11  | Troy Corser      | BMW          | 12     | Uitgevallen  | 16   |        |
| DNF | 22  | Alex Lowes       | Honda        | 7      | Uitgevallen  | 17   |        |
| DNF | 17  | Joan Lascorz     | Kawasaki     | 6      | Uitgevallen  | 18   |        |
| DNF | 41  | Noriyuki Haga    | Aprilia      | 4      | Uitgevallen  | 8    |        |
| DNS | 66  | Tom Sykes        | Kawasaki     | 0      | Niet gestart |      |        |

## Supersport
| Pos | Nr  | Rijder            | Constructeur | Rondes | Tijd                | Grid | Punten |
| --- | --- | ----------------- | ------------ | ------ | ------------------- | ---- | ------ |
| 1   | 7   | Chaz Davies       | Yamaha       | 16     | 34:55.198           | 8    | 25     |
| 2   | 44  | David Salom       | Kawasaki     | 16     | +1.085              | 1    | 20     |
| 3   | 99  | Fabien Foret      | Honda        | 16     | +2.449              | 6    | 16     |
| 4   | 22  | Roberto Tamburini | Yamaha       | 16     | +8.319              | 10   | 13     |
| 5   | 55  | Massimo Roccoli   | Kawasaki     | 16     | +11.283             | 9    | 11     |
| 6   | 23  | Broc Parkes       | Kawasaki     | 16     | +12.308             | 7    | 10     |
| 7   | 38  | Balázs Németh     | Honda        | 16     | +14.011             | 21   | 9      |
| 8   | 117 | Miguel Praia      | Honda        | 16     | +14.814             | 13   | 8      |
| 9   | 21  | Florian Marino    | Honda        | 16     | +14.906             | 3    | 7      |
| 10  | 77  | James Ellison     | Honda        | 16     | +17.635             | 16   | 6      |
| 11  | 4   | Gino Rea          | Honda        | 16     | +25.109             | 4    | 5      |
| 12  | 9   | Luca Scassa       | Yamaha       | 16     | +25.230             | 11   | 4      |
| 13  | 5   | Alexander Lundh   | Honda        | 15     | +25.430             | 12   | 3      |
| 14  | 34  | Ronan Quarmby     | Triumph      | 16     | +33.084             | 20   | 2      |
| 15  | 31  | Vittorio Iannuzzo | Kawasaki     | 16     | +43.631             | 15   | 1      |
| 16  | 60  | Vladimir Ivanov   | Honda        | 16     | +43.898             | 18   |        |
| 17  | 10  | Imre Tóth         | Honda        | 16     | +44.554             | 17   |        |
| 18  | 69  | Ondřej Ježek      | Honda        | 16     | +49.696             | 22   |        |
| 19  | 88  | Luke Stapleford   | Kawasaki     | 16     | +56.968             | 23   |        |
| 20  | 8   | Bastien Chesaux   | Honda        | 16     | +1:02.743           | 25   |        |
| 21  | 25  | Marko Jerman      | Triumph      | 15     | +1:16.259           | 27   |        |
| 22  | 19  | Mitchell Pirotta  | Honda        | 16     | +1:45.117           | 26   |        |
| 23  | 33  | Yves Polzer       | Yamaha       | 16     | +2:05.404           | 29   |        |
| 24  | 24  | Eduard Blokhin    | Yamaha       | 15     | +1 ronde            | 30   |        |
| NC  | 16  | Christian Casella | Triumph      | 8      | +8 ronden           | 28   |        |
| DNF | 28  | Paweł Szkopek     | Honda        | 10     | Ongeluk             | 19   |        |
| DNF | 91  | Danilo Dell'Omo   | Triumph      | 4      | Uitgevallen         | 14   |        |
| DNF | 127 | Robbin Harms      | Honda        | 3      | Ongeluk             | 5    |        |
| DNF | 87  | Luca Marconi      | Yamaha       | 3      | Uitgevallen         | 24   |        |
| DNF | 11  | Sam Lowes         | Honda        | 3      | Uitgevallen         | 2    |        |
| DNQ | 73  | Oleg Pozdneev     | Yamaha       | 0      | Niet gekwalificeerd |      |        |

## Tussenstanden na wedstrijd

### Superbike
| Pos | Nr | Rijder         | Team    | Punten |
| --- | -- | -------------- | ------- | ------ |
| 1   | 7  | Carlos Checa   | Ducati  | 343    |
| 2   | 1  | Max Biaggi     | Aprilia | 281    |
| 3   | 33 | Marco Melandri | Yamaha  | 272    |
| 4   | 58 | Eugene Laverty | Yamaha  | 208    |
| 5   | 91 | Leon Haslam    | BMW     | 158    |

### Supersport
| Pos | Nr | Rijder       | Team     | Punten |
| --- | -- | ------------ | -------- | ------ |
| 1   | 7  | Chaz Davies  | Yamaha   | 146    |
| 2   | 44 | David Salom  | Kawasaki | 104    |
| 3   | 99 | Fabien Foret | Honda    | 101    |
| 4   | 23 | Broc Parkes  | Kawasaki | 95     |
| 5   | 9  | Luca Scassa  | Yamaha   | 83     |

2002 · 2003 · 2004 · 2005 · 2006 · 2007 · 2010 · 2011 · 2012 · 2013